# Graniczna Placówka Kontrolna Terespol (drogowa)
Graniczna Placówka Kontrolna Terespol – drogowa – zlikwidowany pododdział Wojsk Ochrony Pogranicza wykonujący kontrolę graniczną osób, towarów i środków transportu bezpośrednio w przejściu granicznym na granicy z ZSRR.

## Formowanie i zmiany organizacyjne
W październiku 1945 Naczelny Dowódca WP nakazywał sformować na granicy 51 przejściowych punktów kontrolnych.
Graniczna Placówka Kontrolna Terespol – drogowa powstała w 1945 jako Drogowy Przejściowy Punkt Kontrolny (PPK Terespol – drogowy) III kategorii o etacie nr 8/12  w strukturach 7 Lubelskiego Oddziału Ochrony Pogranicza. Obsada PPK Terespol składała się z 10 żołnierzy i 1 pracownika cywilnych.
W 1948 nastąpiła reorganizacja Wojsk Ochrony Pogranicza. Oddziały WOP przeformowano w brygady ochrony pogranicza, a GPK WOP Terespol – drogowa przemianowano na Graniczna Placówka Ochrony Pogranicza nr 29 Terespol – drogowa w strukturach 13 Brygady OP.
W 1956 została wyłączona z etatu 23 Brygady WOP i podporządkowana dowództwu WOP.
Reorganizacja, jaką przechodziły Wojska Ochrony Pogranicza w czerwcu 1956, doprowadziły do likwidacji 23 Brygady i podległych jej pododdziałów. W miejsce zniesionej jednostki utworzono dwie samodzielne: Grupę Manewrową Wojsk Ochrony Pogranicza Tomaszów (Chełm) Lubelski i Samodzielny Oddział Zwiadowczy WOP Chełm do którego została włączona Graniczna Placówka Kontrolna Terespol z połączenia: Granicznej Placówki Kontrolnej Terespol – drogowa i Granicznej Placówki Kontrolnej Terespol – kolejowa.

## Podległe przejście graniczne
- Terespol-Brześć (drogowe).